# Georgij Tibilov
Georgij Omarovitj Tibilov (ryska: Георгий Омарович Тибилов), född 25 april 2000, är en rysk-serbisk brottare som tävlar i grekisk-romersk stil.

## Karriär
Vid EM 2025 i Bratislava tog Tibilov silver i 60 kg-klassen efter en finalförlust mot azeriske Nihat Mämmädli.